# Stephen Crainey
Stephen Daniel Crainey (født 22. juni 1981 i Glasgow, Skotland) er en skotsk fodboldspiller, der spiller som venstre back. Gennem karrieren har han blandt andet spillet for engelske Blackpool, Southampton og Leeds samt Celtic i hjemlandet.
Crainey var med Celtic med til at vinde det skotske mesterskab i 2003, samme år som holdet nåede finalen i UEFA Cuppen. 

## Landshold
Crainey står (pr. april 2018) noteret for 12 kampe for Skotlands landshold, som han debuterede for 27. marts 2002 i en venskabskamp mod Frankrig i Paris. 

## Titler
Skotsk Premier League
- 2003 med Celtic

Skotsk Liga Cup
- 2002 med Celtic